# 伊藤有希 (声優)
伊藤 有希（いとう ゆうき、12月5日 - ）は、日本の男性声優。フリー。東京都出身。

## 来歴
以前はぷろだくしょんバオバブ、WITH LINE、ネクシードに所属していた。
高校在学中にドラマCD「サルーテ！」にて声優デビュー。
卒業後、仕事をしながら事務所での預かり期間を経た後に ぷろだくしょんバオバブ所属。
2025年1月末付で所属事務所ネクシードを退所し翌2月よりフリーランスへ転向した。

## 人物
趣味はお酒、特技は貴金属鑑定。

## 出演
太字はメインキャラクター。

### テレビアニメ
- CLANNAD -クラナド-（2007年、バスケ部員、男子生徒）
- 忍たま乱太郎（2012年、タソガレドキ忍者 ハ）
- エリアの騎士（2012年、選手C）
- ドラえもん（2013年、花火客）
- 魔道祖師（2021年、温家の男）
- リアデイルの大地にて（2022年、マクス）
- キャッチ!ティニピン（2023年、イドゥン、ペラピン）
- キラキラ キャッチ!ティニピン（2024年、イドゥン）
- ムーンガール&デビル・ダイナソー（2024年、ブライアン・グローリー）
- シークレットキャッチ！ ティニピン　(2025年、イドゥン)

### OVA
- 装甲騎兵ボトムズ 幻影篇（2010年、酒場客、ゲリラ）

### ゲーム
- メモリーズオフ6 〜T-wave〜（2009年、生徒 他）
- イナズマイレブン2 脅威の侵略者（2010年、宇宙人チーム[要出典]）
- ぱすてるチャイムcontinue（2010年、スパーダ）
- ゴッド・オブ・ウォー（クレイトスの子）
- WHITE ALBUM2 幸せの向こう側（2013年、タクシー運転手 他）
- 戦国BASARA4（2014年、大友軍兵士、雑賀衆兵士）
- アプリ 激突！クラッシュファイト（2016年、シン）
- アプリ クロノスブレイド（2016年、安部清明）
- アプリ スカイオーバー（2017年、ガープ&クラーケン）
- アプリ コード:ドラゴンブラッド（2019年、宮本万里江）
- Borderlands 3（2019年、メカ軍団）
- アプリ 錬神のアストラル（2020年、京都警官）
- ライフ イズ ストレンジ2（2020年、ディエゴ・モラレス）
- オランピアソワレ（2020年、島民 他）
- マーベル ミッドナイト・サンズ（2022年、ヒドラ軍勢）
- ワンダーランズ タイニーティナと魔法の世界（2022年、魂の番人ヒョードル）
- ウマ娘 プリティーダービー（2022年、先代の研究者〈飛行機職人〉、教官A / おじいちゃん、龍神さま）
- コール オブ デューティ モダン・ウォーフェアII（2022年、ロドリゲス）
- テミラーナ国の強運姫と悲運騎士団（2023年、エリミティ聖騎士団団長）
- 崩壊:スターレイル（2023年、オーバーンハイム）
- スーサイド・スクワッド キル・ザ・ジャスティス・リーグ（2024年、スナイパー）
- ライフ イズ ストレンジ ダブルエクスポージャー（2024年、ローワン）
- 龍が如く8外伝 Pirates in Hawaii（2025年、マッドランティス コロシアム受付）

### ドラマCD・ボイスドラマ
- 「サルーテ！」〜フロワ王女と海賊ルッシュ〜 第1話 呪われた2人!?（2006年、民衆）
- 「サルーテ！」〜フロワ王女と海賊ルッシュ〜 第3話 年下の婚約者!?（2006年、ネオスト王子の従者）
- あかないとびら（2008年、駅アナウンス、中学生）
- メンズ校2（2009年、男子生徒）
- 快感バージンハーレム（2010年、伊達幸哉）
- 八月七日をさがして（2011、眞鍋）
- saison（セゾン）hiver〔イヴェール〕冬（男子生徒）

### デジタルコミック
- VOMIC バクマン。（2010年、鈴木）
- VOMIC 保健室の死神（2011年、盗癖生徒）
- 貸した魔力は【リボ払い】で強制徴収〜（2023年、老魔術師 他）
- 真夏のサイレン（2023年、救急隊員1、同窓会幹事、有朋兄[4]）
- ひかるイン・ザ・ライト（2023年、マネージャー）

### ラジオドラマ
- ふぃあ通 「貧乏姉妹の挑戦」（ユーノス・ローリングスター）

### 吹き替え

#### 海外ドラマ
- 天才学級アント・ファーム（2012年、トラヴィス）
- HAWAII FIVE-0（2014年、ザック）
- プリーチャー（2019年、イエス・ド・サド）
- クイーンズ・ギャンビット（2020年、マット）
- アメリカン・ホラー・ストーリー1984（2020年、サム）
- レイブンのウチはチョー大変！（実況アナウンサー）
- ディナーをどうぞ！（2021年、料理人男 他）
- 私の夫と結婚して（2024年、ユ・サンジョン）
- マイ・デーモン（2024年、イ・ハンソン）
- アウトランダー シーズン7（2025年、従者）
- ジャック・リーチャー -正義のアウトロー- シーズン3（2025年、スティーブン・エリオット）
- 暗行御史:朝鮮秘密捜査団（2025年、ピョン・ハクス）

#### 映画
- ディア・ブラザー（2011年、リチャード〈コナー・ドノヴァン〉）
- ノーウェアボーイ ひとりぼっちのあいつ（2011年、ジョージ・ハリスン〈サム・ベル〉）
- モールス（2012年、ケニーの友人）
- ライフ・オブ・パイ/トラと漂流した227日（2013年、ラヴィ・パテル）
- ガン・ドッグ（ドイツ語版）（2018年、ケヴィン 他）
- ジュラシック・ユニバース・ダークキングダム（2018年、スミス〈トーマス・ヴァルガ（ドイツ語版）〉）
- グラウンド・デス（デンマーク語版）（2019年、工場作業員 他）
- ワイルドクラッシュ（英語版）（2019年、オウル ）
- トラウマ・ゲーム 恐怖体験アトラクション（2019年、ザッカリー）
- ラスト・マン 地球最後の男（2019年、ジョニー〈ジャスティン・ケリー（英語版） ）
- シャドウワールド（コリン〈ドミニク・マダニ〉）
- ガルヴェストン（トレイ〈ロバート・アラマヨ（英語版）〉 他）
- シティーハンター THE MOVIE 史上最香のミッション（男性医師、悪党マフィア 他）
- シティーレーサー（プレゼモ）
- ミュータンツ 光と闇の能力者（スワット 他）
- モンスター・フェスティバル（英語版）（マック〈バイロン・ブラウン〉）
- THAT/ザット ジ・エンド（デイヴィ 他）
- ロンドン・バーニング（英語版）（ショーン・マクドナー〈ジョー・クラフリン〉）
- アクセレーション（英語版）（アミン 他）
- スピード・スクワッド ひき逃げ専門捜査班（キ・テホ検事〈ソン・ソック〉）
- スコルピオン -テロリスト制圧指令-（シャヴカド）
- 脱走特急（フリオ・ロドリゲス）
- アルマゲドン2020（ハウ中尉）
- ミッドウェイ 運命の海（マンスフィールド曹長）
- 悪の偶像（ヨハン）
- レジェンド オブ キングダム（ナイトガーディアン）
- 悪魔は見ていた（イ・ジュノ）
- ワールドエンド（サーシャ）
- ロード・インフェルノ（サム）
- ウクライナ・クライシス（シャイヤ曹長）
- 悪人伝（スノ刑事）
- ザ・ハッスル（航空管制官 他）
- 権力に告ぐ（スティーブ・ジョン）
- ディヴァイン・フューリー/使者（チェ神父〈チェ・ウシク〉[5]）
- ヒットマン エージェント：ジュン　(チョル〈イ・イギョン〉）
- サイキッカー超人大戦（イーライ・ブラック）
- ボルケーノ・パーク（チェンナン）
- カポネ（ジョニー役俳優 他）
- スケアリー・アパートメント（ペペ）
- アルマゲドン2021（ヒューゴ）
- キル・チーム（クームズ）
- リベンジ 鮮血の処刑人（ジェシー）
- インデペンデンス・デイ2021（警察官 他）
- モンスターランナー怪物大戦争（式紙ジーヤン）
- ヴォイジャー（ザック〈フィン・ホワイトヘッド〉[6]）
- ザ・コントラクター（カウフマン〈フロリアン・ムンテアヌ〉）
- ダニエル（リチャード）
- カムバック・トゥ・ハリウッド（フランク・ピアース）
- ザ・キングダム 伝説の騎士と魔法の王国（モルドレッド）
- パニック・イン・ミュージアム モスクワ劇場占拠テロ事件（グシャ）
- スティーラーズ（オリヴァー・ツイスト）
- モンスター・エージェント ネリーの奇妙な冒険（ハンニバル）
- ブレイドオブウィンド斬風刀（斎准 / サイカイ）
- テスラ エジソンが恐れた天才（ロバート・ジョンソン）
- バーニング・ダウン爆弾都市（スナイパー）
- ヴォイジャー（ザック）
- ダンジョン・クエスト（レジ―）
- デモニック（デーモン）
- ギャング・オブ・アメリカ（ハフェンデン大尉）
- 機関城モータル・ラビリンス（馬関 / バカン）
- ワールド・ウォー　20XX世界最終戦争（ホルヘ）
- ザ・メガロドン 怪獣大逆襲（ブランド少佐）
- 妖魔廻戦〜白蛇伝〜（司主）
- ベロゴリア戦記 第2章劣等勇者と暗黒の魔術師（衛兵長 他）
- ベロゴリア戦記第1章:異世界の王国と魔法の剣（プロデューサー 他）
- クリスマス・ウォーズ（サンタ妖精）
- オーシャンズ・ウォー（ムース）
- ザ・バルジ ナチスVS連合軍最後の決戦（ハリス軍曹）
- REBEL MOON: パート2 傷跡を刻む者（アイヴァー）
- フラッシュオーバー 炎の消防隊（リウ・ズータオ）
- ボディーガード（ハン・スハン）
- トランス・モーファー　メカビースト（トレヴァー・グーラ）
- フリークスアウト（義足のガンバレット）
- 首都大地震（ディアス）
- ホーリー・トイレット（ボブ）
- 新・大地震　(スヴェン)
- ハンターVSハンター（ボビー）
- 呪晩悪魔の奴隷（ディノ）
- 警官の血（チャ・ドンチョル）
- ブラインド・ウォー盲目の戦士（ジョウ）
- シン・オクトパス（フーズ― / パンマオ）
- タコゲーム（看守Y）
- キャッスル・フォール（ケイレブ）
- ダーク・プロトコル（ジョナ・ペトロフ）

#### ナレーション
- ボートレース児島 コジマテレポイント倶楽部CM
- ボートレース多摩川 第29回グランドチャンピオンシップ CM
- マネックス証券バラエティ番組 「友近ママのスナックマネックス」
- 経済産業省 FH2R福島水素エネルギー研究フィールド PV
- テレビ朝日系CM 住宅メーカー タクトホーム
- オーディオブック 2020年代の想像力：文化時評アーカイブス2021-23
- SNS価格比較サービス「Snatch!（スナッチ）」
- 名阪近鉄バス リクルートCM

### ボイスオーバー
- 日本テレビ 幸せ!ボンビーガール
- SSPCAスコットランド動物レスキュー奮闘記（複数役）
- スゴ腕！RC模型ビルダー（複数役）
- BS日テレ 野性動物を救え！（多数）
- ディズニープラス番組 嘘つきはどっち!?（合法ハッカー ティム）